# 超共役
超共役（ちょうきょうやく、英語: hyperconjugation）とは、σ軌道（通常は炭素-水素結合）の電子が空間的に近い位置にあるπ*軌道あるいは空のp軌道と相互作用する現象のことである。
空間的に近い位置に2つのπ結合が存在する場合、それらを構成する軌道間に相互作用が起こって軌道のエネルギーや電子分布に変化が生じ、その結果物質の物性などに変化が生じる。このように2つのπ結合が相互作用する現象は共役と呼ばれる。この共役の概念をσ結合とπ結合の間の相互作用にまで拡張したのが超共役の概念である。
1935年にJ・W・ベーカー (J.W.Baker) とW・S・ネーサン (W.S. Nathan) によってハロゲン化ベンジルの求核置換反応に対するベンゼン環上のアルキル基の効果を説明するために提唱された。
超共役は共鳴理論によれば以下の共鳴構造式によって説明される。
すなわち水素が陽イオン、炭素が陰イオンとなった形の共鳴構造の寄与によって、二重結合はより電子密度が上昇し求電子性が上昇する。アルキル基が電子供与性基としてふるまうのはこのためである。
また、炭素-水素結合と炭素-炭素二重結合の結合距離が伸び、炭素-炭素単結合の結合距離が縮む。このことによっても超共役が起こっていることを知ることができる。
分子軌道法では炭素-水素結合のσ軌道とπ*軌道の相互作用により、軌道のエネルギー準位や電子分布が変化することによって説明される。この相互作用により炭素-水素結合の電子がπ*軌道の方へと非局在化し、エネルギー準位が低下しより安定化する。また、π*軌道のエネルギー準位は逆に上昇して不安定化し、その結果求核剤による攻撃を受けにくくなる。軌道同士の相互作用の大きさは相互作用する2つの軌道のエネルギー準位が近いほど大きい。エネルギー準位は普通、π*軌道>炭素-水素結合のσ軌道>炭素-炭素結合のσ軌道の順に低くなる。
そのため、超共役の効果は炭素-水素結合によるものの方が大きい。カルボカチオンやラジカルの安定性が第3級>第2級>第1級>メチルの順になるのはこのためである。